# Nürnbergkrönikan

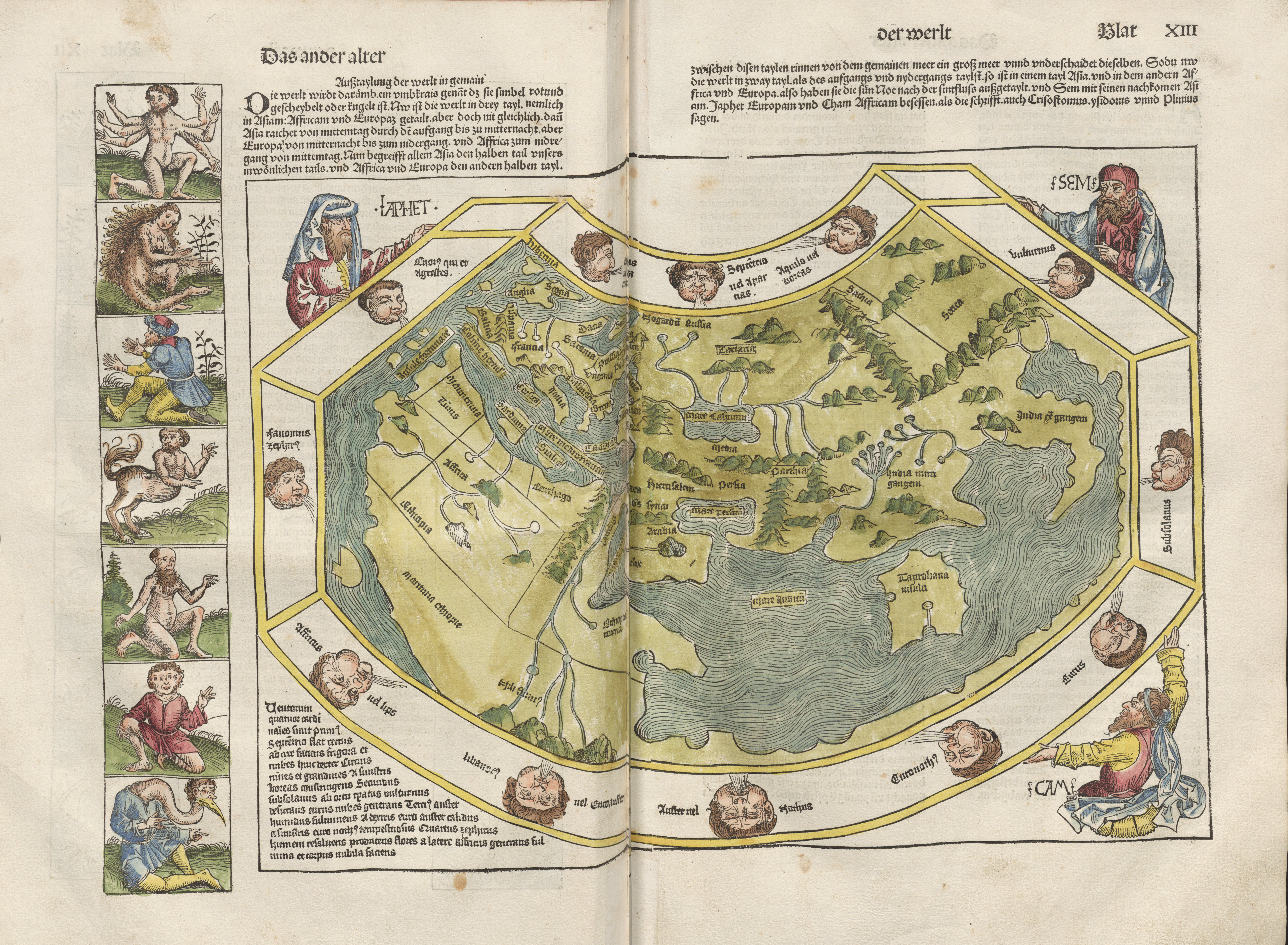
Uppslag med en mappa mundi från ett tyskspråkigt exemplar.

Nürnbergkrönikan är en senmedeltida illustrerad bibelparafras (omdiktning) och världshistoria i enlighet med Bibeln, och innehåller bland annat historier om ett antal betydande städer och många biografier om verkliga och mytiska personer. Den skrevs på latin av Hartmann Schedel, med en tysk översättning av Georg Alt, och utkom 1493. Det är en av de bäst dokumenterade inkunablerna (böcker tryckta före 1501) och en av de första som lyckades integrera bilder och text. 
Latinstudenter och -forskare refererar till den som Liber Chronicarum ("Krönikeboken"), eftersom detta uttryck förekommer i den latinska upplagans inledande innehållsförteckning. På tyska refererar man till den som Die Schedel'sche Weltchronik ("Schedels världskrönika") efter författaren.

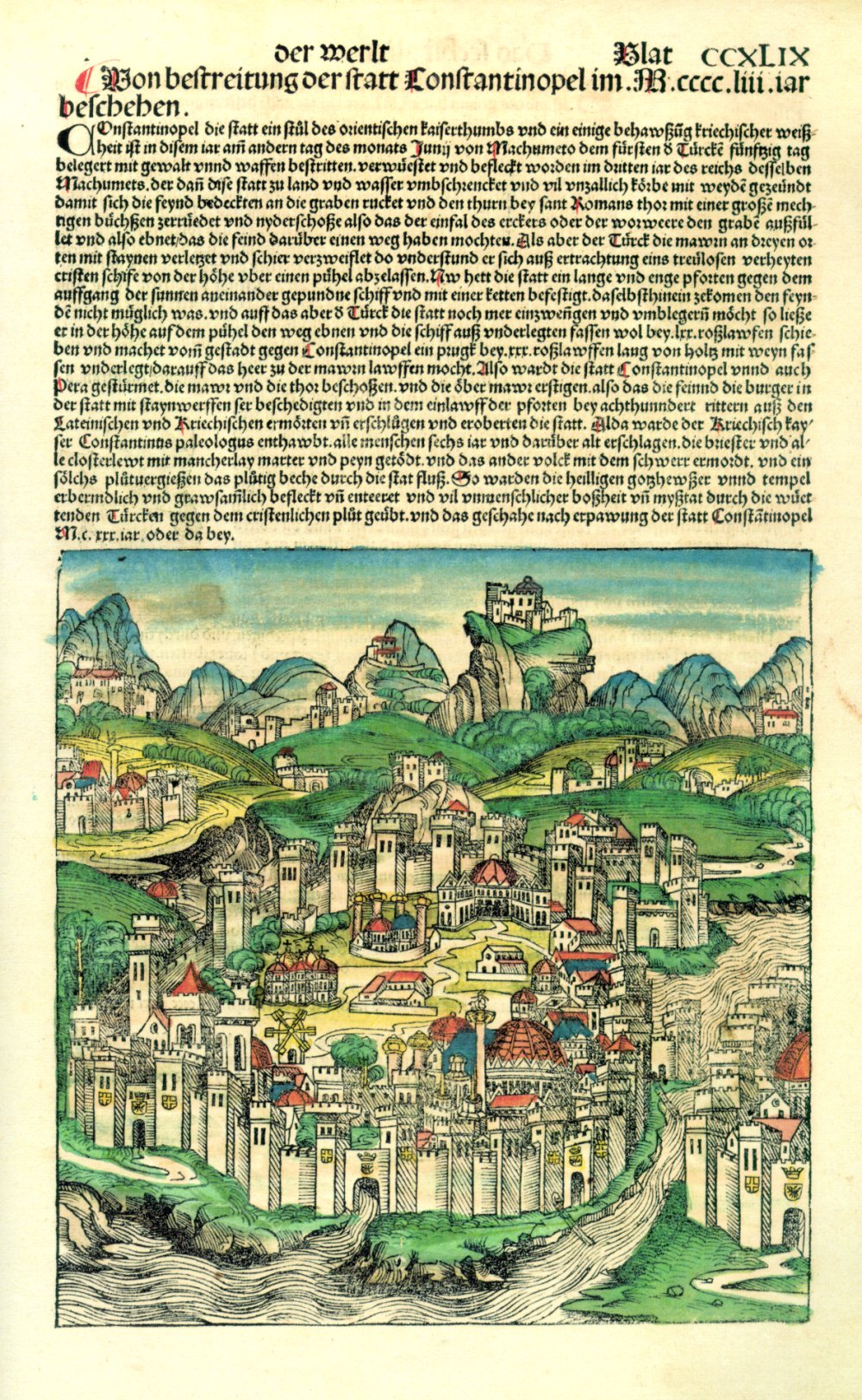
En handkolorerad sida som avbildar Konstantinopel.

I många exemplar har illustrationerna (träsnitt) handkolorerats efter tryckningen.

## Innehåll
Krönikan är en illustrerad världshistoria och dess innehåll är uppdelat på sju numrerade världsåldrar (där de första sex motsvarar Augustinus världsåldrar i De catechizandis rudibus, ca 400 e.Kr.) och en avslutande "sista världsålder" (Ultima etas mundi):
- Första åldern: Från skapelseberättelsen till syndafloden.
- Andra åldern: Till och med Abrahams födelse.
- Tredje åldern: Till och med Kung David.
- Fjärde åldern: Till och med den babyloniska fångenskapen.
- Femte åldern: Till och med Jesu födelse
- Sjätte åldern: Till och med nutiden (den största delen).
- Sjunde åldern: En överblick fram till Antikrists ankomst och världens undergång
- Sista åldern: Den yttersta domen.

De sex första världsåldrarna återspeglar skapelsens sex första dagar.

## Utgivning
Krönikan utkom på latin den 12 juli 1493 i Nürnberg och den följdes strax, den 23 december samma år, av en tysk översättning. Uppskattningsvis 1400 till 1500 latinska och 700 till 1000 tyska exemplar trycktes. Ett dokument från 1509 uppger att 539 latinska och 60 tyska exemplar ej hade sålts. Ungefär 400 böcker på latin och 300 på tyska finns bevarade. De större illustrationerna såldes också separat, ofta handkolorerade med vattenfärg. Många av böckerna är också kolorerade, med varierande skicklighet – det fanns speciella butiker för detta. Koloreringen av vissa exemplar har utförts mycket senare och somliga böcker har delats upp och sålts som enskilda dekorativa tryck.
Utgivare och tryckare var Anton Koberger, Albrecht Dürers gudfar, som bytte yrke från guldsmed till tryckare och förläggare 1471, det år Dürer föddes. Han blev snabbt den mest framgångsrike förläggaren i Tyskland som till slut ägde 24 tryckpressar och hade ett flertal kontor både i Tyskland och utomlands, från Lyon till Budapest.
Nürnbergkrönikan var populär och gavs ut i fem upplagor på åtta år. Den "piratkopierades" även av Hans Schönsperger redan tre år efter originalutgåvans tillkomst.

## Illustrationer
| Beda venerabilis och John de Mandeville fick dela på samma bild – tillsammans med Panaitios, Suetonius och minst två till. Men, de är åtminstone olika färglagda. |  | Beda venerabilis och John de Mandeville fick dela på samma bild – tillsammans med Panaitios, Suetonius och minst två till. Men, de är åtminstone olika färglagda. |
| Beda venerabilis och John de Mandeville fick dela på samma bild – tillsammans med Panaitios, Suetonius och minst två till. Men, de är åtminstone olika färglagda. |  | |

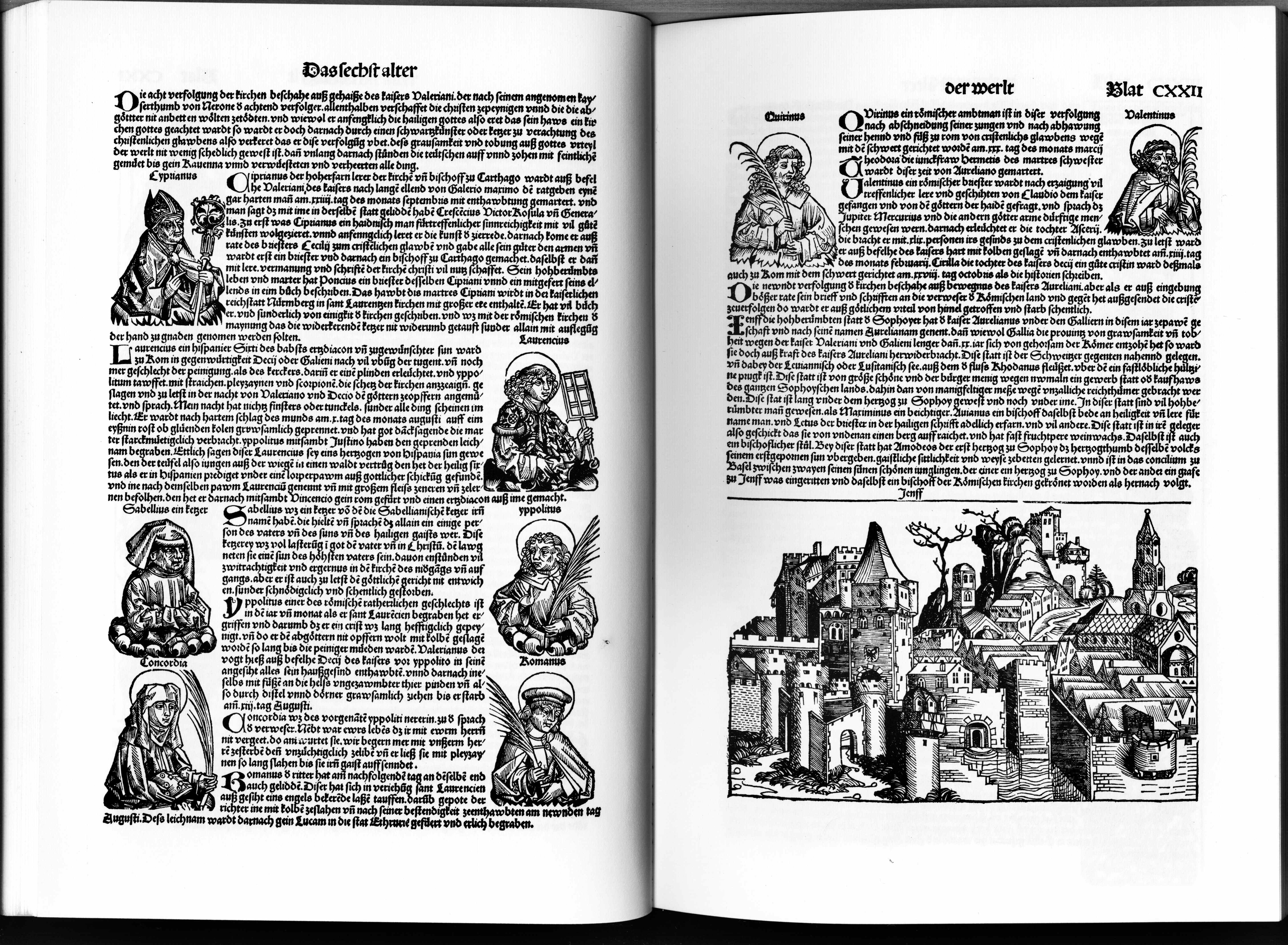
Ett typiskt uppslag, okolorerat.

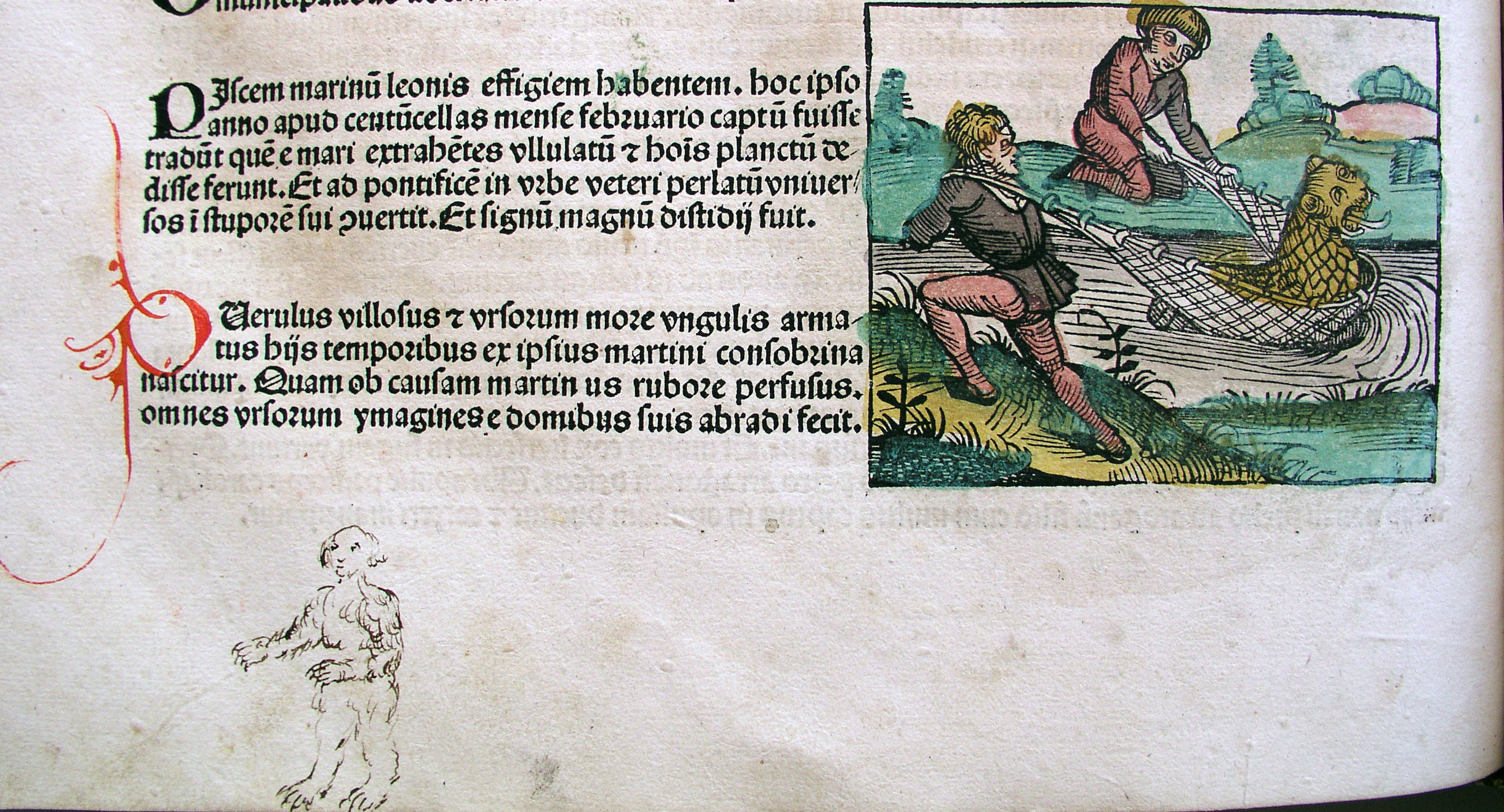
Fångst av en "lejonfisk" – en liten illustration från Beloit Colleges latinska exemplar. Notera den röda anfangen som gjorts med penna och bläck, samt den björnmänniska som bokens ägare har tillfört i nederkanten.

Michael Wolgemuts, dåtidens ledande artist i skilda media i Nürnberg, stora verkstad levererade det dittills oöverträffade antalet 1809 illustrationer (inklusive duplikat – se nedan). Sebastian Kammermeister och Sebald Schreyer finansierade tryckningen i ett kontrakt som daterar sig till 16 mars 1492, men förberedelser hade gjorts under flera år: Wolgemut och hans styvson Wilhelm Pleydenwurff uppdrogs 1487–1488 att bidra med illustrationerna och ett kontrakt från 29 december 1491 rör layout av text och bilder.
Albrecht Dürer var lärjunge hos Wolgemut från 1486 till 1489, så han kan mycket väl ha deltagit i utformandet av några av illustrationerna åt de gravyrspecialister (kallade "formschneidern") som skar ut de träblock på vilka bilderna ritats, eller en teckning limmats (men från 1490 till 1494 var Dürer kringresande). En teckning av Wolgemut för den detaljerade frontespisen (1990) finns på British Museum.
Liksom med andra böcker under denna tid användes många av de träsnitt som visade städer, krigsdrabbningar, kungar och andra personer mer än en gång i boken – man ändrade bara bildtexten – och en räkning av antalet originalbilder stannar på 645. En bild användes hela sjutton gånger i boken. Boken är stor och ett träsnitt över ett helt uppslag mäter ungefär 342×500 mm. Endast staden Nürnberg har avbildats över ett uppslag utan text. Illustrationen av Venedig har hämtats från Erhard Reuwichs mycket större träsnitt i den första illustrerade resehandboken Sanctae Perigrinationes från 1486. Denna och andra källor utnyttjades när det var möjligt, men fanns det ingen information så tog man en bild från lagret. Vyn över Florens hämtades från en gravyr av Francesco Rosselli.

## Galleri

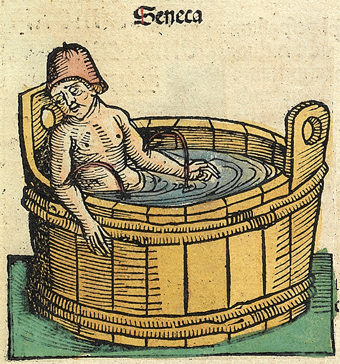
Seneca begår självmord i badkaret.
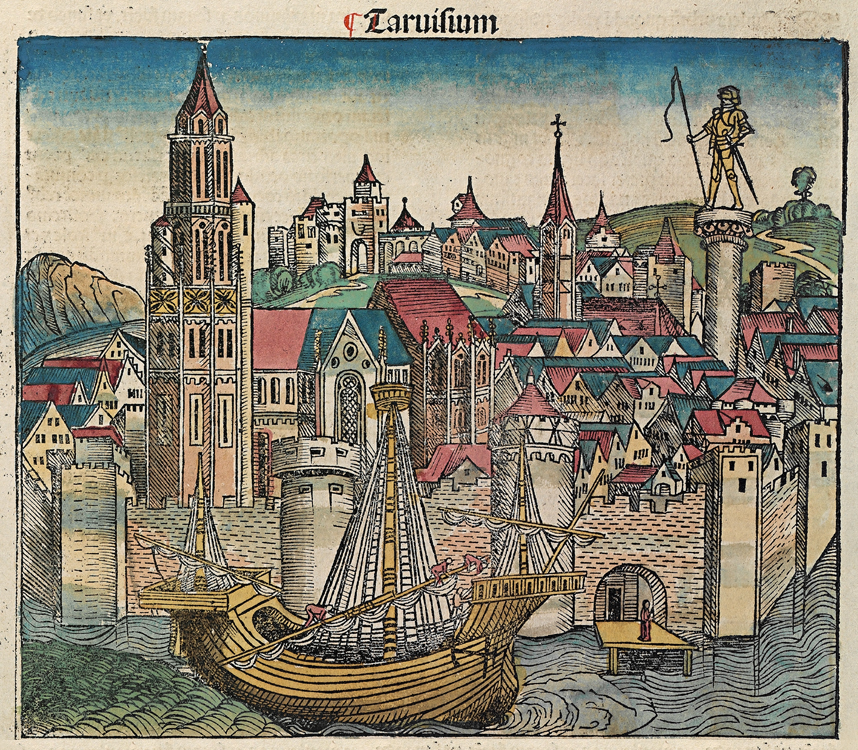
Tarvisio.
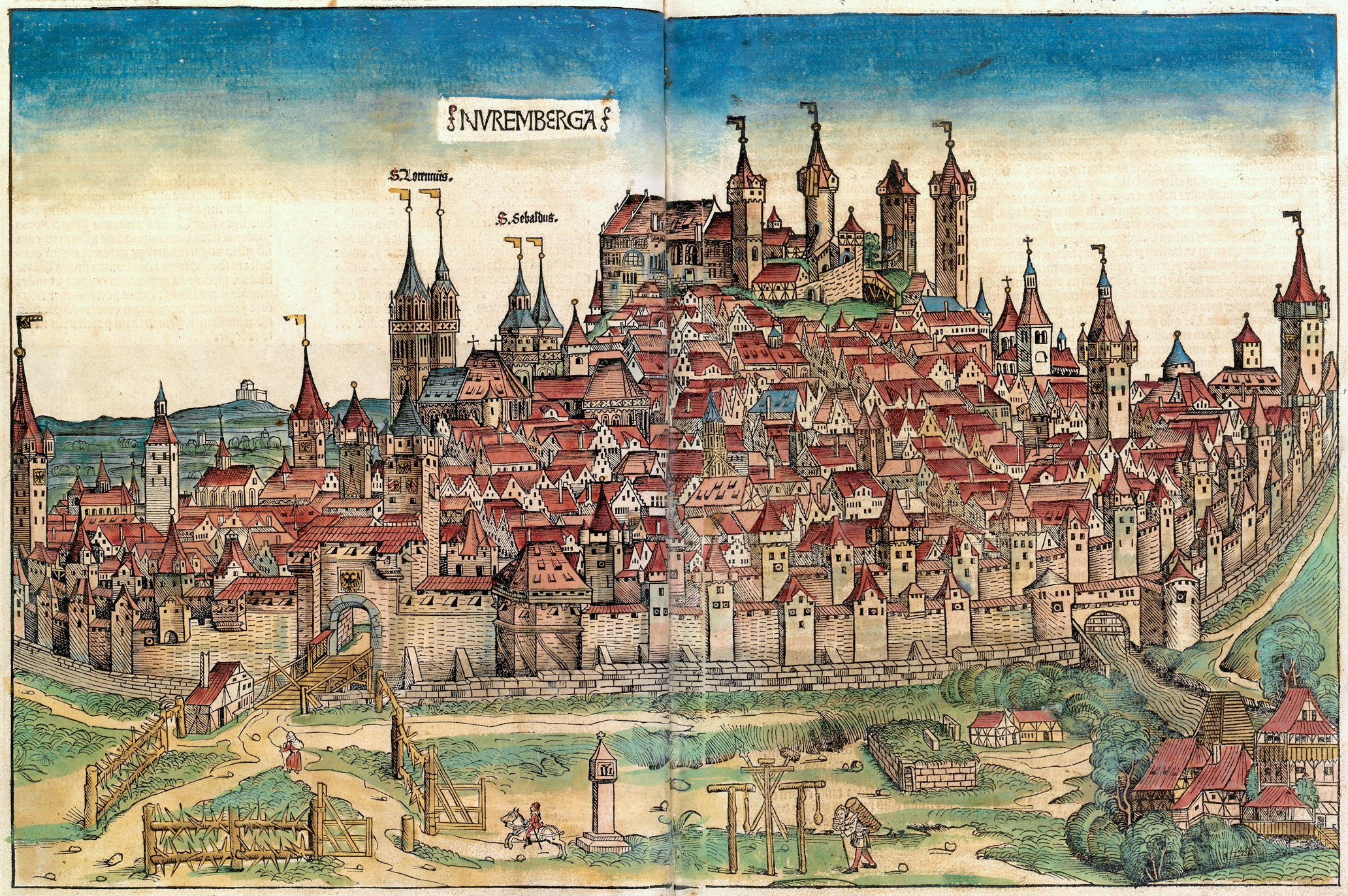
Nürnberg.
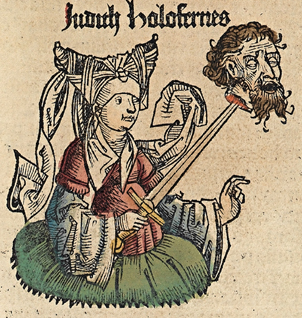
Judit med Holofernes huvud.
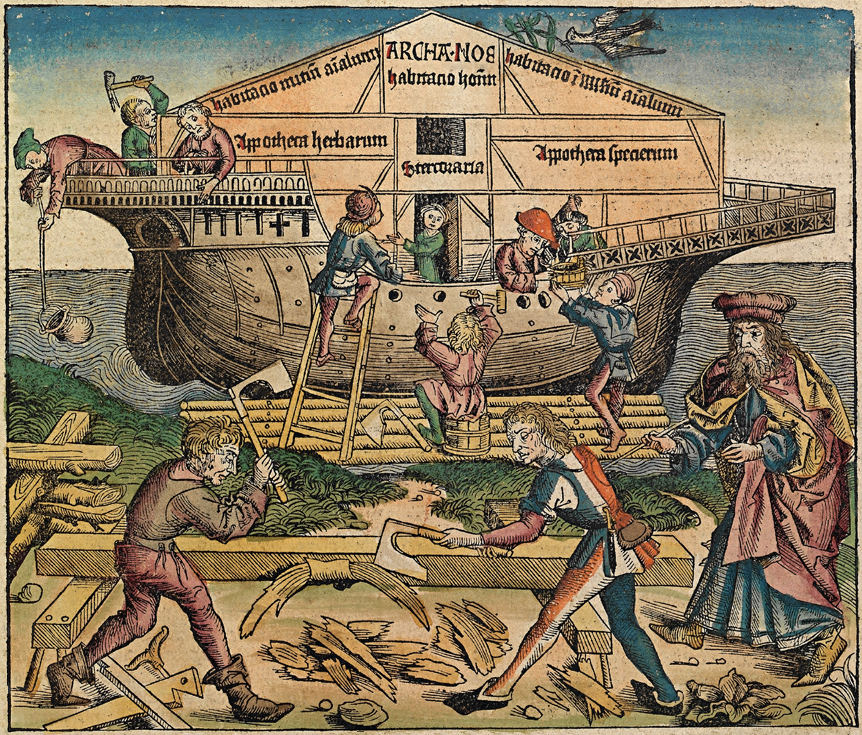
Byggandet av Noaks ark.
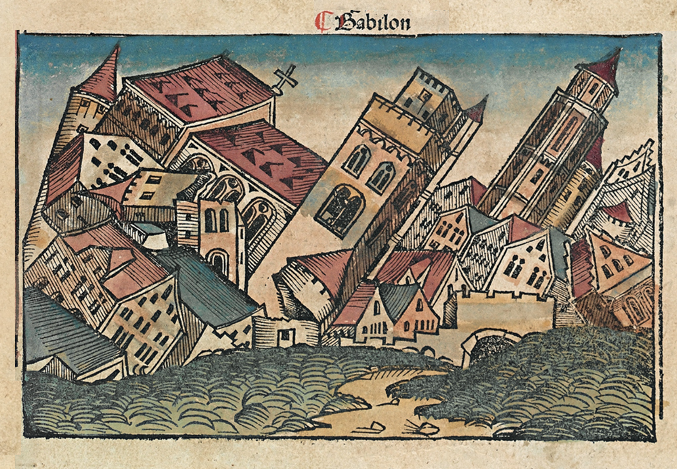
Babylon.
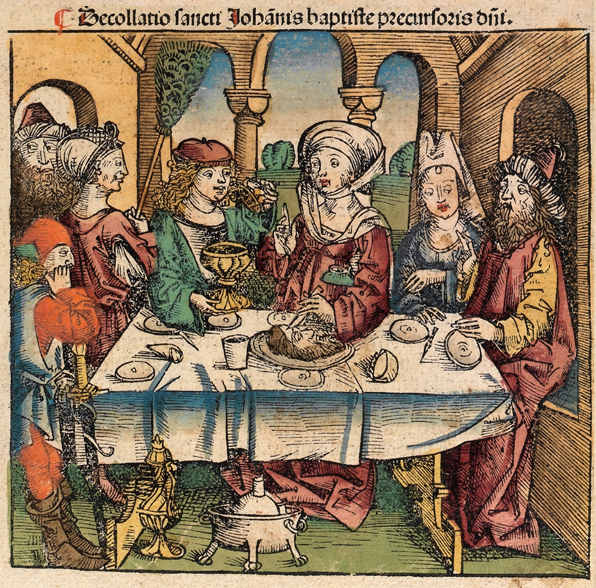
Salome med Johannes Döparens huvud på ett fat.
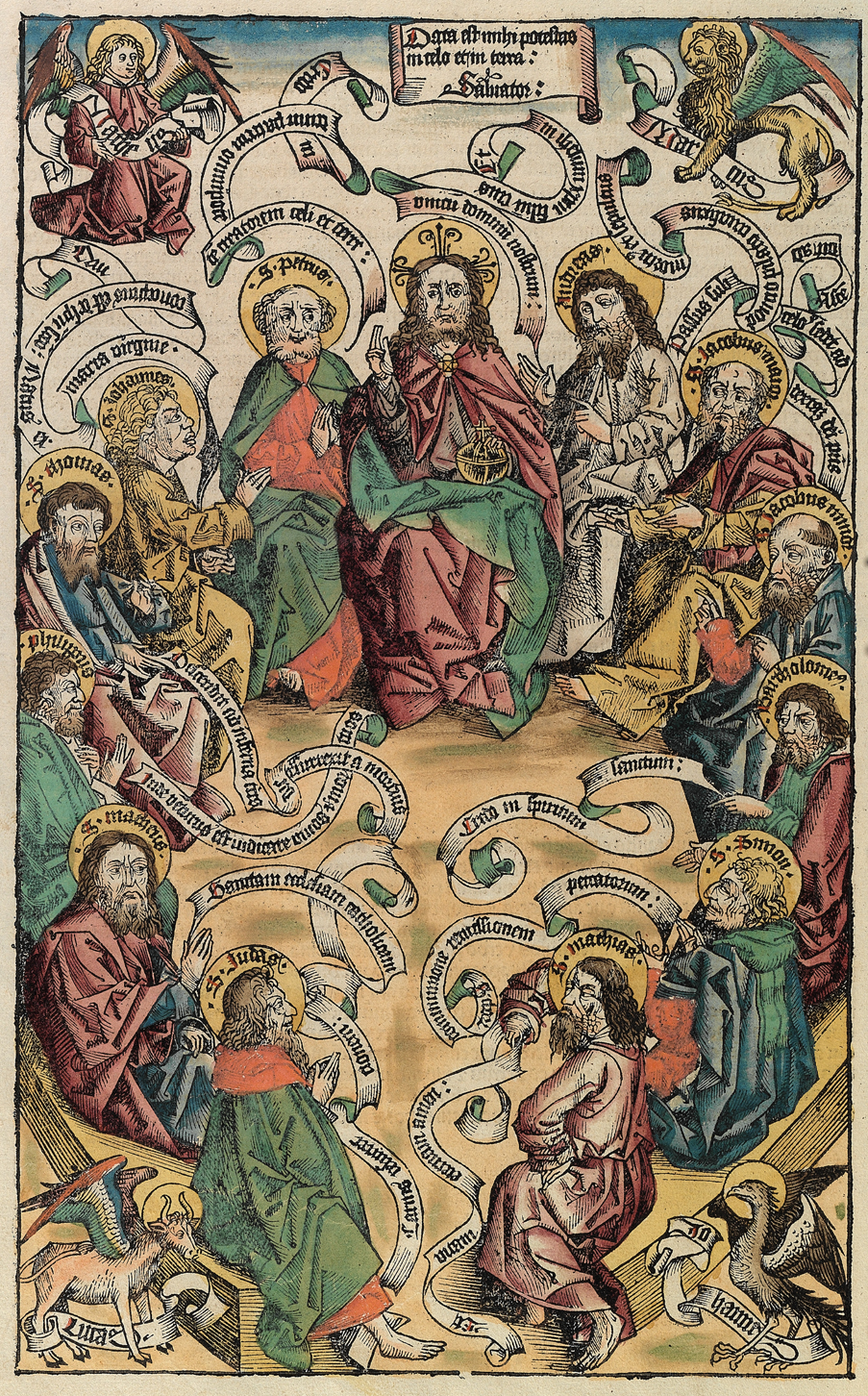
Jesus omgiven av de tolv apostlarna och, i hörnen, de fyra evangelisterna.
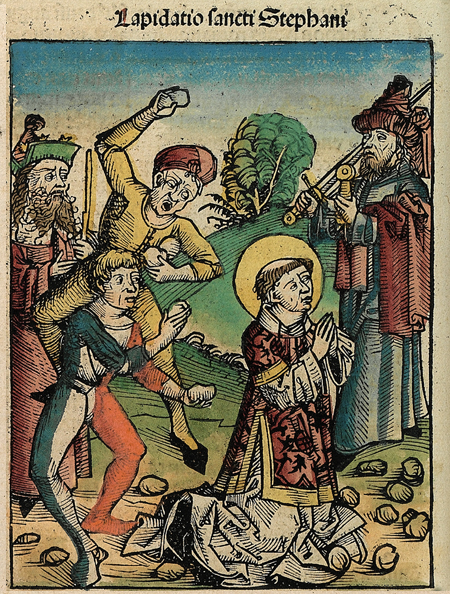
Sankt Stefan (Staffan Stalledräng) stenas.
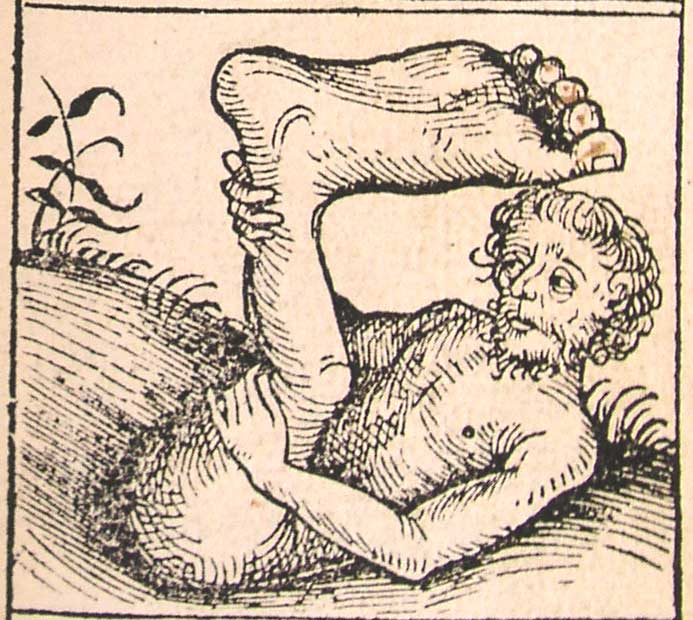
En skiapod använder sin fot som parasoll.
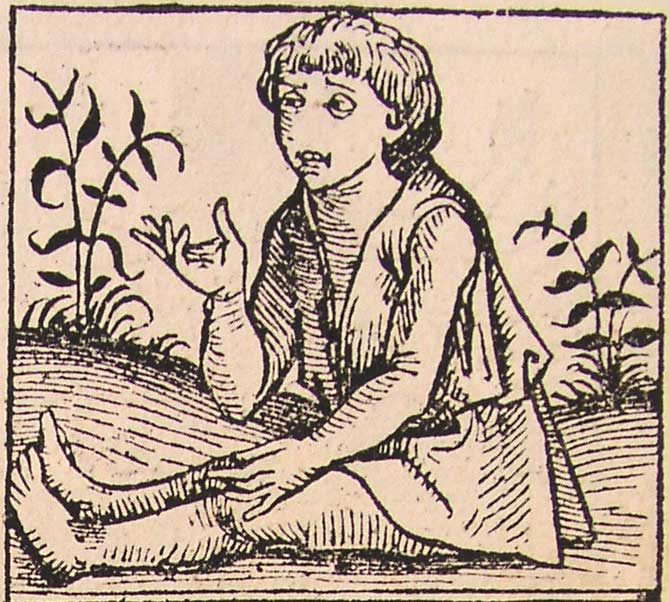
I Indien finns det människor utan näsa.
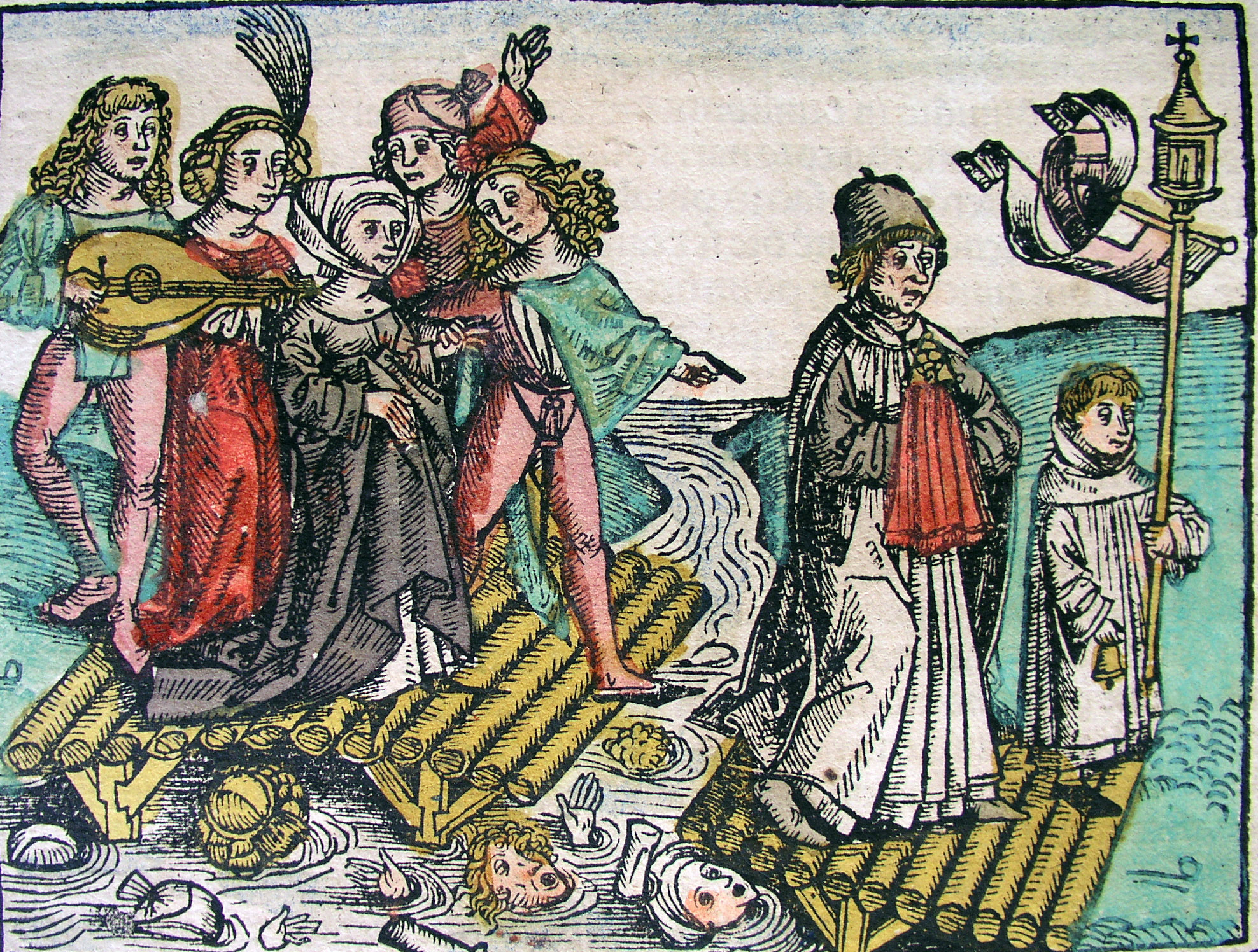
Dans på bron i Utrecht. För en beskrivning se Illustration 1 på sidan CCXVIIr.